# فرقة بانزر 15 (الفيرماخت)
فرقة بانزر 15 (بالألمانية: 15. Panzer-Division) كانت فرقة مدرعة في الجيش الألماني، الفيرماخت، خلال الحرب العالمية الثانية، تأسست في عام 1940.
خاضت الفرقة، التي تشكلت من فرقة المشاة 33، حصريًا في شمال إفريقيا من عام 1941 إلى عام 1943، وأستسلمت في تونس في مايو 1943.

## التاريخ
شكلت من فرقة المشاة 33 في أبريل 1936 وجزء من الدفاعات الألمانية في سارلاند خلال الشهر الأول من الحرب. شاركت في غزو فرنسا وبقيت هناك بعد الاستسلام الفرنسي كقوة احتلال. عادت إلى ألمانيا في سبتمبر 1940 ليتم تحويلها إلى فرقة دبابات.

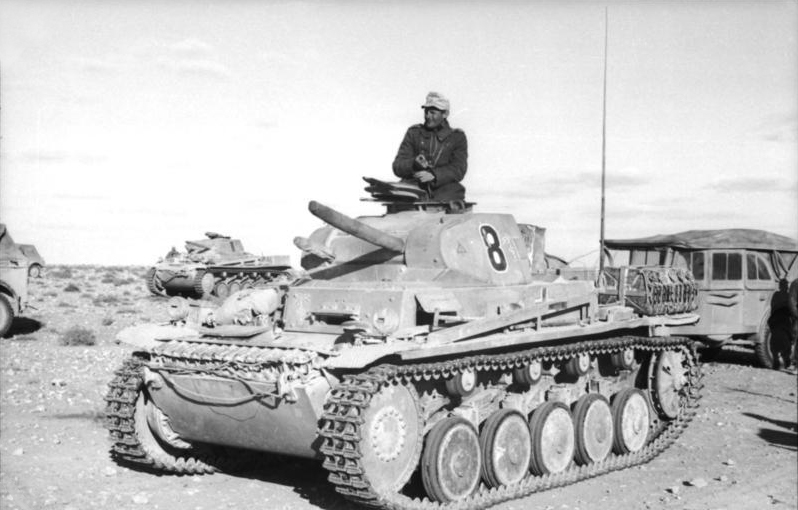
بانزر 2 من فرقة بانزر 15. لاحظ الشارة في المقدمة، يسار المقبض وأسفل البرج.

## القادة
قادة الفرقة:
- جينيرال لوتنانت فريدريك كوهن (نوفمبر 1940 - 21 مارس 1941)
- جينيرال لوتنانت Heinrich von Prittwitz und Gaffron (22 مارس 1940 - 10 أبريل 1941)
- أوبرست ماكسيميليان فون هيرف (10 أبريل 1941 - 13 أبريل 1941)
- الجنرال دير بانزرتروب هانز-كارل فرايهرر فون إيزيبيك (13 أبريل 1941 - 13 مايو 1941)
- أوبرست ماكسيميليان فون هريف (13 أبريل 1941 - 16 يونيو 1941)
- جنرال مايجور والتر نويمان سيلكو (16 يونيو 1941 - 6 ديسمبر 1941)
- أوبرست إروين ميني (6 ديسمبر 1941 - 8 ديسمبر 1941)
- اللواء الرائد جوستاف فون فيرست (9 ديسمبر 1941 - 28 مايو 1942)
- أوبرست إدوارد كراسيمان (28 مايو 1942 - 15 يوليو 1942)
- <a href="./%D8%AC%D9%86%D8%B1%D8%A7%D9%84%20%D9%85%D8%A7%D9%8A%D8%AC%D9%88%D8%B1" rel="mw:WikiLink">جنرال مايجور</a> هاينز فون راندو (15 يوليو 1942 - 25 أغسطس 1942)
- جينيرال لوتنانت Gustav von Vaerst (25 أغسطس 1942 - 11 نوفمبر 1942)
- جينيرال لوتنانت ويليبالد بوروتيتز (11 نوفمبر 1942 - 13 مايو 1943)

### قائمة المراجع
- Mitcham، Samuel W. (2000). The Panzer Legions. Mechanicsburg: Stackpole Books. ISBN:978-0-8117-3353-3.
- Stoves، Rolf (1986). Die Gepanzerten und Motorisierten Deutschen Grossverbände 1935 – 1945 [The armoured and motorised German divisions and brigades 1935–45]. باد ناوهايم: Podzun-Pallas Verlag. ISBN:3-7909-0279-9.